# 1 ding
1 ding is de debuutsingle van het Nederlandse hiphopduo Fouradi uit 2006. Het stond in 2009 als eerste track op het album De favoriete schoonzoons.

## Achtergrond
1 ding is geschreven door Mohamed Fouradi, Brahim Fouradi en Mitchell Kroon en geproduceerd door Mitch Crown. Het is een nederhopnummer waarin gerapt wordt over het ene dat de liedvertellers van een vrouw willen hebben. Datgene is dat zij zijn vrouw wordt. 

## Hitnoteringen
Het lied behaalde enkel in Nederland de hitlijsten. In de Single Top 100 was het negentien weken te vinden en bereikte het de achtste positie. Het stond daarnaast 7 weken in de Top 40 met de elfde plaats als piekpositie. 

## Covers en andere versies
Van het lied werd in 2007 een Jumpmasters remix gemaakt. Deze versie werd apart als single uitgebracht en bereikte de Single Top 100. Verder werd het nummer in 2022 gesampled in het lied Amsterdam van Cristian D met Brysa, $hirak en Ashafar, welke bovenaan de Single Top 100 heeft gestaan.